# Santa Maria (Rio Grande do Norte)
Santa Maria é um município brasileiro do estado do Rio Grande do Norte. De acordo no censo realizado pelo IBGE (Instituto Brasileiro de Geografia e Estatística) no ano 2022, sua população era de 4.847 habitantes. Área territorial de 219.570 km².